# Enrique Verdeguer Puig
Pour les articles homonymes, voir Puig.
Enrique Verdeguer Puig, né le 2 février 1964 à Valence, est un économiste d'État espagnol, technicien commercial, développeur et homme politique.

## Biographie
Enrique Verdeguer Puig est né à Valence en 1964[réf. nécessaire].
Il est diplômé en économie de l'Université de Valence et possède une maîtrise en développement économique de l'Université d'Oxford[réf. nécessaire].
Après avoir terminé ses études supérieures, il devient technicien au Corps supérieur des économistes du commerce et de l'État, au sein duquel il occupe diverses fonctions et postes dont certains de responsabilité au fil des années[réf. nécessaire].
Il est directeur adjoint des études du secteur extérieur au ministère de l'Économie, puis il devient directeur de la Fondation Centre d'études économiques et commerciales (CECO), conseiller économique à l'ambassade d'Espagne à Rabat, et finalement directeur général de l'information et des investissements à l'Institut espagnol du commerce extérieur (ICEX),.
Il est affilié au Parti populaire de la Communauté valencienne en 2011, lorsque le président régional Francisco Camps lui confie la tâche de diriger le ministère de l'Économie, de l'Industrie et du Commerce récemment rénové du gouvernement valencien,. Il est chargé de promouvoir les politiques industrielles et économiques et devient également une figure politique importante au sein du gouvernement valencien[réf. nécessaire].
Par la suite, en janvier 2012, le Conseil des ministres espagnol, le nomme nouveau président, de l'Administrateur de l'infrastructure ferroviaire (mieux connu sous le nom d'ADIF), ce qui a conduit au prochain président de le gouvernement valencien nomme[pas clair] le politicien Máximo Buch Torralva (es) comme son successeur dans le département.
Depuis le 21 janvier 2014, il est directeur du Campus de l'ESADE Business School de Madrid, dans le but de promouvoir la présence et l'activité de l'école de commerce en faveur des entreprises multinationales espagnoles dans leur processus d'internationalisation. Il est actuellement coordinateur de l'économie à la représentation permanente de l'Espagne auprès de l'Union européenne à Bruxelles[réf. nécessaire].